# Myophonus insularis
El arrenga de Formosa (Myophonus insularis) es una especie de ave passeriforme de la familia Muscicapidae.

## Distribución y hábitat
Es endémico de las selvas montanas de la isla de Taiwán.

## Estado de conservación
Está ligeramente amenazada por la pérdida de hábitat.